# Инглефилд, Джон Николсон
Инглефилд, Джон Николсон (англ. John Nicholson Inglefield 1748 − 1828) — офицер Королевского флота, капитан.
Сын корабельного плотника, Исаака Ингелфилда, и сестры корабельного мастера Томаса Слейда (впоследствии сэра Томаса Слейда). По словам самого капитана Инглефилда, по отцовской линии семья происходит из Ланкашира и приходится дальней родней тем Инглефилдам.

## Служба
Под покровительством дяди по материнской линии, Томаса Слейда, Инглефилд поступил на флот в возрасте 11 лет, в 1759 году. В апреле 1766 года он стал старшим матросом (англ. Able Seaman) на борту HMS Launceston; в мае 1768 года стал лейтенантом и перешел на HMS Romney, под командование сэра Самуэля Худа. Связь с ним оказала наиболее заметное влияние на карьеру Инглефилда. Хотя он вернулся на Launceston в октябре, к июлю 1769 года он снова был с Худом на борту Romney, и с того времени его карьера была тесно связана с карьерой друга. С ним Инглфилд ушел на Romney в декабре 1770 года, служил на HMS Marlborough и HMS Courageux, а в 1778 году на HMS Robust, вместе с братом Худа Александром. На борту Robust он был у острова Уэссан 27 июля.
В июне 1779 года Инглфилд был повышен и назначен командовать бриг-шлюпом HMS Lively, а в октябре следующего года сделался полным капитаном и был назначен на 90-пушечный HMS Barfleur, на котором держал флаг его покровитель, сэр Сэмюэль Худ. В качестве его флаг-капитана Инглефилд пошел в Вест-Индию и принял участие в стычке с французским флотом у Мартиники в 1781 году. В августе того же года Худ перевел его на HMS Centaur (74), которым Инглефилд командовал в трех боях с французами, кульминацией которых стало сражение у островов Всех Святых 12 апреля 1782 года.

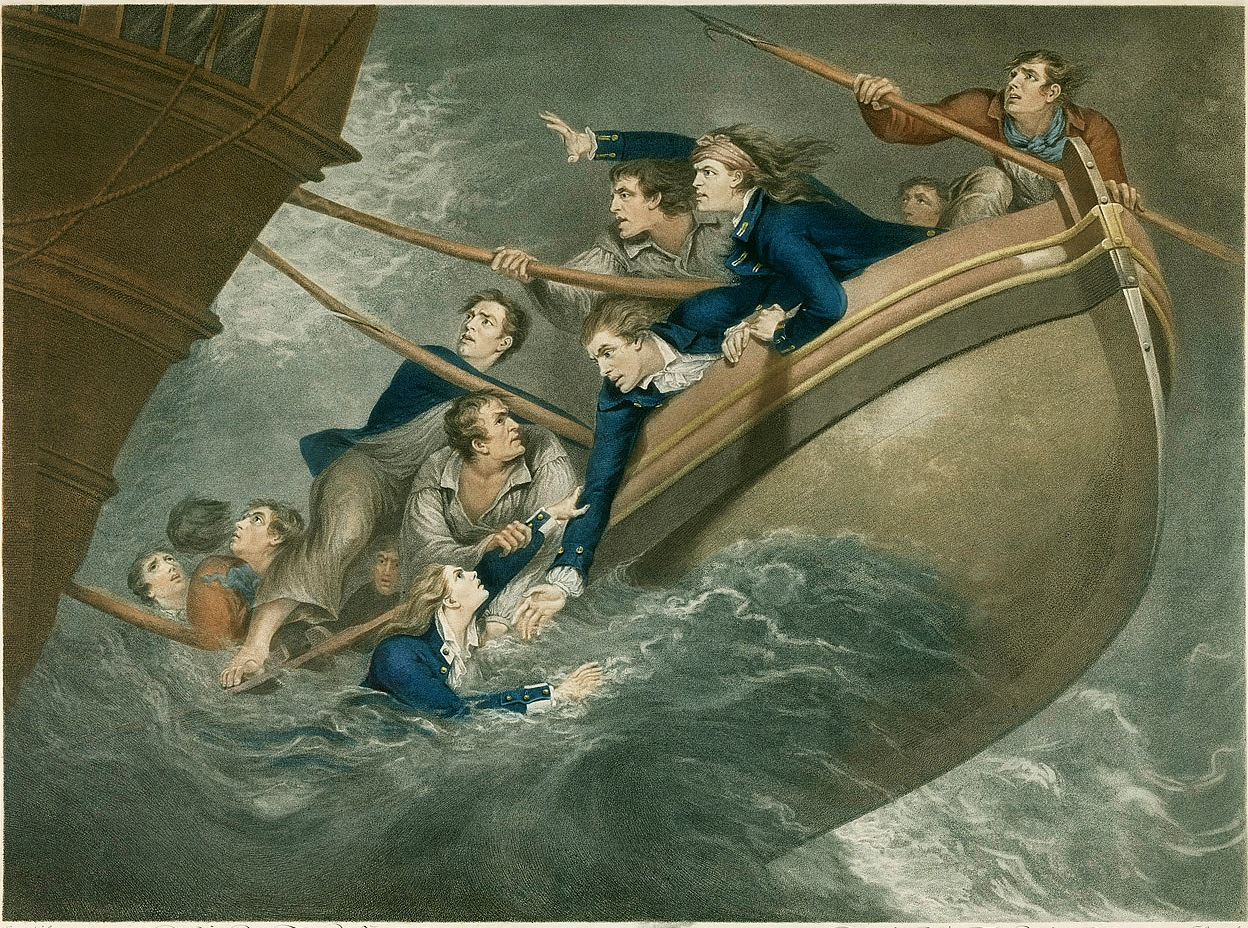
Гибель Centaur; гравюра XVIII в

Но именно на борту Centaur Инглефилд испытал самый страшный эпизод своей карьеры. На переходе в Англию с конвоем контр-адмирала сэра Томаса Грейвза, его корабль вместе с другими попал в ураган. Centaur, старый корабль, был серьёзно поврежден. Кренясь по самую палубу, срубив мачты в попытке спрямиться, потеряв руль, он в конце концов затонул, несмотря на многодневную борьбу за корабль Инглефилда с командой. Капитан и еще одиннадцать человек сошли на пинас, остальные шестьсот с лишним человек погибли.
Питаясь несколькими бутылками патоки, плесневелым хлебом, галетами и дождевой водой, которую выжимали в черпак, выжившие совершили переход к Азорским островам и после 16 дней самых тяжелых лишений, от которых один из них, Томас Мэтьюз, умер, достигли острова Файял. По возвращении в Англию и обычного в таких случаях военно-полевого суда, оставшиеся в живых были оправданы. Вскоре был опубликован скупой и сдержанный отчет капитана Инглефилда с описанием стихийного бедствия и потери Centaur. Драматическая картина, с которой впоследствии был сделан популярный эстамп, изображает как люди на пинасе, отвалив от тонущего Centaur, втащили на борт пятнадцатилетнего мичмана, прыгнувшего с корабля в воду.
В течение трех лет Инглефилд служил в Англии, на борту HMS Scipio, брандвахты в устье Медуэй. В 1788 году был назначен на HMS Adventure (44), позже к нему присоединился HMS Medusa (44). Под его командованием они патрулировали западное побережье Африки. В 1792 году он был одним из судей военного трибунала над мятежниками с HMS Bounty, захваченными на Таити. В 1793 году он служил в Средиземном море на фрегате HMS Aigle (36), а в 1794 году был назначен капитаном над флотом. К концу 1794 года он вернулся в Англию с Самуэлем Худом, уже виконтом.

## Семья
27 декабря 1773 года в Бохерст, графство Хэмпшир, Инглефилд женился на Энн Смит, дочери джентльмена из Гринвича по имени Роберт Смит. У них было три дочери и один сын, Самуэль Худ Инглефилд, который также сделал прекрасную карьеру на флоте и был отцом сэра Эдварда Августа Инглефилда.
Однако в 1786 году он и его жена втянулись в публичный семейный спор, который привел к разрыву. Обвинив жену в заигрывании со слугой, Инглефилд потребовал разделения. Отрицая обвинения, миссис Инглефилд подала на него за уход из семьи. Хотя она выиграла дело в суде, брак был безвозвратно испорчен, и они никогда уже не жили вместе.

## Отставка и смерть
Впоследствии он был резидентом-заседателем Военно-морского комитета, служил на Корсике, Мальте, в Гибралтаре и Галифаксе, Новая Шотландия. Пост считался эквивалентом контр-адмирала, но был предусмотрен только для офицеров, ушедших с активной службы. В 1799 году он был внесен в список капитанов в отставке.
Умер в Гринвиче, Кент. Точная дата неизвестна, но во всяком случае до 7 февраля 1828 года, когда было вскрыто завещание. Он завещал все своё имущество, примерно £8300, кроме трех пенсий родственникам, своим двум выжившим детям. Это были Самуэль Худ Ингелфилд и леди Энн Халлоуэлл-Карью, жена сэра Бенджамина Халлоуэлл-Карью.